# Roter Wald
Der Rote Wald (ukrainisch Рудий ліс Rudyj lis; russisch Рыжий лес Ryžyj les) ist ein 10 Quadratkilometer großes Gebiet westlich des ukrainischen Kernkraftwerks Tschernobyl innerhalb der Sperrzone von Tschernobyl in Polesien.
Der Name Roter Wald rührt von der rotbraunen Farbe der Kiefern her, die infolge der hohen Strahlung der Nuklearkatastrophe von Tschernobyl am 26. April 1986 abgestorben sind. Bei den Aufräumarbeiten nach der Katastrophe wurde das Holz mit Bulldozern abgeräumt und in Gruben geschoben, die als „Abfallfriedhöfe“ dienen. Das Gelände des Roten Waldes ist auch heute noch eines der am stärksten kontaminierten Gebiete der Welt.

## Katastrophe und Aufräumarbeiten
Der Rote Wald liegt in der Sperrzone von Tschernobyl. Dieses Gebiet wurde durch radioaktive Rauch- und Staubwolken beim Unfall mit der höchsten Strahlungsdosis belastet. Die Bäume starben an dieser Strahlung. Die Explosion und der Brand im Reaktor 4 von Tschernobyl verstrahlten den Boden, das Wasser und die Atmosphäre mit radioaktivem Material, das der 20-fachen Menge der Atombombenabwürfe auf Hiroshima und Nagasaki entspricht.
Bei den Aufräumarbeiten nach der Katastrophe wurde ein Großteil der Kiefern abgeholzt und von den sogenannten Liquidatoren mit Planierraupen in Gräben geschoben. Die Gräben wurden anschließend mit einem dicken Sandteppich abgedeckt und mit Kiefernsetzlingen bepflanzt. Viele befürchten, dass mit dem Zerfall der Bäume radioaktive Stoffe in das Grundwasser gelangen werden. Menschen haben die kontaminierte Zone um den Roten Wald verlassen.

## Zufluchtsgebiet für Wildtiere

Karte der Kontamination durch Cäsium-137 in Belarus, Russland und der Ukraine (Stand: 1996)

Die ortsständige Flora und Fauna des Roten Waldes wurden durch den Unfall unmittelbar dramatisch beeinträchtigt. Nachdem die Menschen 1986 evakuiert wurden, zogen vermehrt Tiere in das Gebiet. In den Jahren nach der Katastrophe hat die Artenvielfalt des Roten Waldes zugenommen. Es gibt einige Berichte über verkümmerte Pflanzen in dem Gebiet. Die Zahl der Wildschweine hat sich zwischen 1986 und 1988 verachtfacht.
Das Gebiet des Roten Waldes ist nach wie vor eines der am stärksten radioaktiv verseuchten Gebiete der Welt. Dennoch ist es ein Lebensraum, der sich als erstaunlich fruchtbar erwiesen hat, auch für gefährdete Arten. Insbesondere hat die Evakuierung des Gebiets um den Kernreaktor einen der Nutzung durch Menschen entzogenen Zufluchtsort für Wildtiere geschaffen. Störche, Wölfe, Biber, Rehe und Adler wurden in dem Gebiet gesichtet. In einer BBC-Dokumentation (Inside Chernobyl's Sarcophagus) aus dem Jahr 1996 sind Vögel zu sehen, die durch Lücken in den Ruinen des ehemaligen Kernreaktors ein- und ausfliegen. Die langfristigen Auswirkungen des radioaktiven Niederschlags auf die Flora und Fauna der Region sind allerdings bisher nicht vollständig bekannt. Die Strahlungstoleranz von Pflanzen- und Tierarten ist sehr unterschiedlich. Von einigen Vögeln wird berichtet, dass sie verkümmerte Schwanzfedern haben.
Heute beträgt die Strahlenbelastung im Roten Wald an manchen Stellen bis zu einem Röntgen pro Stunde, meist sind eher Werte um ungefähr zehn Milliröntgen pro Stunde anzutreffen. Dies entspricht einer Dosisleistung von 0,1 bis 10 Milligray pro Stunde. Mehr als 90 % der Radioaktivität des Roten Waldes liegt im Boden vor.
Wissenschaftler planen, die wegen der Radioaktivität verlassene nahe gelegene Stadt Pripjat ebenso wie die umliegende Gegend als eine Art Labor zu nutzen. Damit sollen Modellierungen verbessert werden, welche die Ausbreitung von Radionukliden durch die Detonation einer schmutzigen Bombe oder die Verteilung von Substanzen nach einem Angriff mit chemischen oder biologischen Stoffen betreffen. Die Umstände bieten die Gelegenheit, den Durchgang radioaktiver Anteile durch ein städtisches und ein ländliches Gebiet zu vergleichen und besser zu verstehen.
Die Natur in diesem Gebiet scheint nicht nur überlebt zu haben, sondern auch zu gedeihen, da der Einfluss des Menschen erheblich reduziert wurde. Das Gebiet ist zu einer Art „radiologischem Reservat“ geworden. Derzeit besteht Besorgnis über die Kontamination des Bodens mit Strontium-90 und Cäsium-137, die eine Halbwertszeit von etwa 30 Jahren haben. Die höchsten Cäsium-137-Werte finden sich in den Oberflächenschichten des Bodens, wo sie von den Pflanzen und den dort lebenden Insekten absorbiert werden. Einige Wissenschaftler befürchten, dass die Radioaktivität den Boden dort für die nächsten Generationen beeinträchtigen wird.

## Waldbrände
Im April 2015 kam es in der Nähe zu einem großen Waldbrand auf einer Fläche von fast 400 Hektar, der sich dem stillgelegten Kernkraftwerk bis auf 20 Kilometer näherte. Daher kam die Befürchtung auf, dass die Flammen Büsche und Wälder in der Umgebung des Katastrophengebiets verbrennen würden, wodurch radioaktives Material in die Atmosphäre hätte gelangen können. Im April 2020 wurde der Wald erneut von einem Waldbrand heimgesucht.

## 2022
Nach dem russischen Überfall auf die Ukraine 2022 fuhren russische Soldaten nach ukrainischen Angaben bei der Einnahme des Geländes ihre Panzer und gepanzerten Fahrzeuge durch den Roten Wald, ohne Schutzkleidung zu tragen. Die Fahrzeuge wirbelten dabei radioaktiven Staub auf, den die Soldaten wahrscheinlich eingeatmet haben. Nach Aussagen westlicher Medien hoben die Soldaten Schutzgräben aus und lebten auf verseuchtem Boden, ehe sie Ende März den Rückzug antraten.